# Software and Information Industry Association
La Software and Information Industry Association (SIIA), el español "Asociación del Software y de la Industria de la Información", es una asociación de empresas de informática basada en los Estados Unidos que defiende los intereses del gremio las frente a los legisladores y realiza investigaciones, encuestas y eventos para generar consciencia en el gobierno sobre los intereses del gremio de productores de software.
Las actividades de la SIIA están enfocadas hacia las relaciones gubernamentales, desarrollo de negocios, educación corporativa y protección de la propiedad intelectual en compañías que tienen productos y servicios relacionados con el software.

## Historia
La Software Publishers Association fue fundada en 1984 por Ken Wasch. El objetivo principal era proporcionar a aproximadamente veinte miembros una representación con los encargados de definir las políticas estatales. Esta organización creció más tarde hasta llegar a abarcar cerca de mil compañías pequeñas, y en 1999 se fusionó con la Information Industry Association (IIA) para formar el gremio de la Software and Information Industry Association.

## Organización
La SIIA contiene seis divisiones. Política Pública, Antipiratería, Software, Contenido, Educación, y Servicios de Información Financiera. Adicionalmente, la SIIA destaca productos y servicios del gremio, mediante los Premios CODiE.